# Lidzbark Warmiński
Lidzbark Warmiński (Heilsberg fino al 1945) è una città polacca del distretto di Lidzbark Warmiński nel voivodato della Varmia-Masuria.
Ricopre una superficie di 14,34 km² e nel 2007 contava 16 597 abitanti.
Nel 1807 si combatté la Battaglia di Heilsberg, che vide Napoleone fronteggiare la Quarta coalizione. 
Il locale castello per diversi secoli fu sede dei vescovi dell'attuale arcidiocesi di Varmia.